# Henry Cooper
Henry William Cooper (ur. 3 maja 1934 w Bellingham, zm. 1 maja 2011 w Oxted) – angielski bokser, zawodowy mistrz Europy. 
Jego kariera trwała 16 lat, zakończył ją w 1971 r. Zasłynął walką z Cassiusem Clayem (znanym później jako Muhammad Ali) w 1963 r., podczas której doprowadził do nokdaunu przyszłego mistrza świata. Walkę ostatecznie przegrał przed czasem. 
W 2000 r. został wyróżniony tytułem szlacheckim. 
Zmarł po długiej chorobie w domu swojego syna w Oxted w hrabstwie Surrey. 